# Anne Dorte von Rosenborg
Anne Dorte Gräfin von Rosenborg (dänisch Anne Dorte grevinde af Rosenborg, geb. Anne Dorte Maltoft-Nielsen; * 3. Oktober 1947 in Kopenhagen; † 2. Januar 2014 in Gentofte) war seit ihrer Hochzeit mit Christian Graf von Rosenborg (1942–2013) eine bekannte dänische Adelige und Angehörige der dänischen Königsfamilie.

## Leben

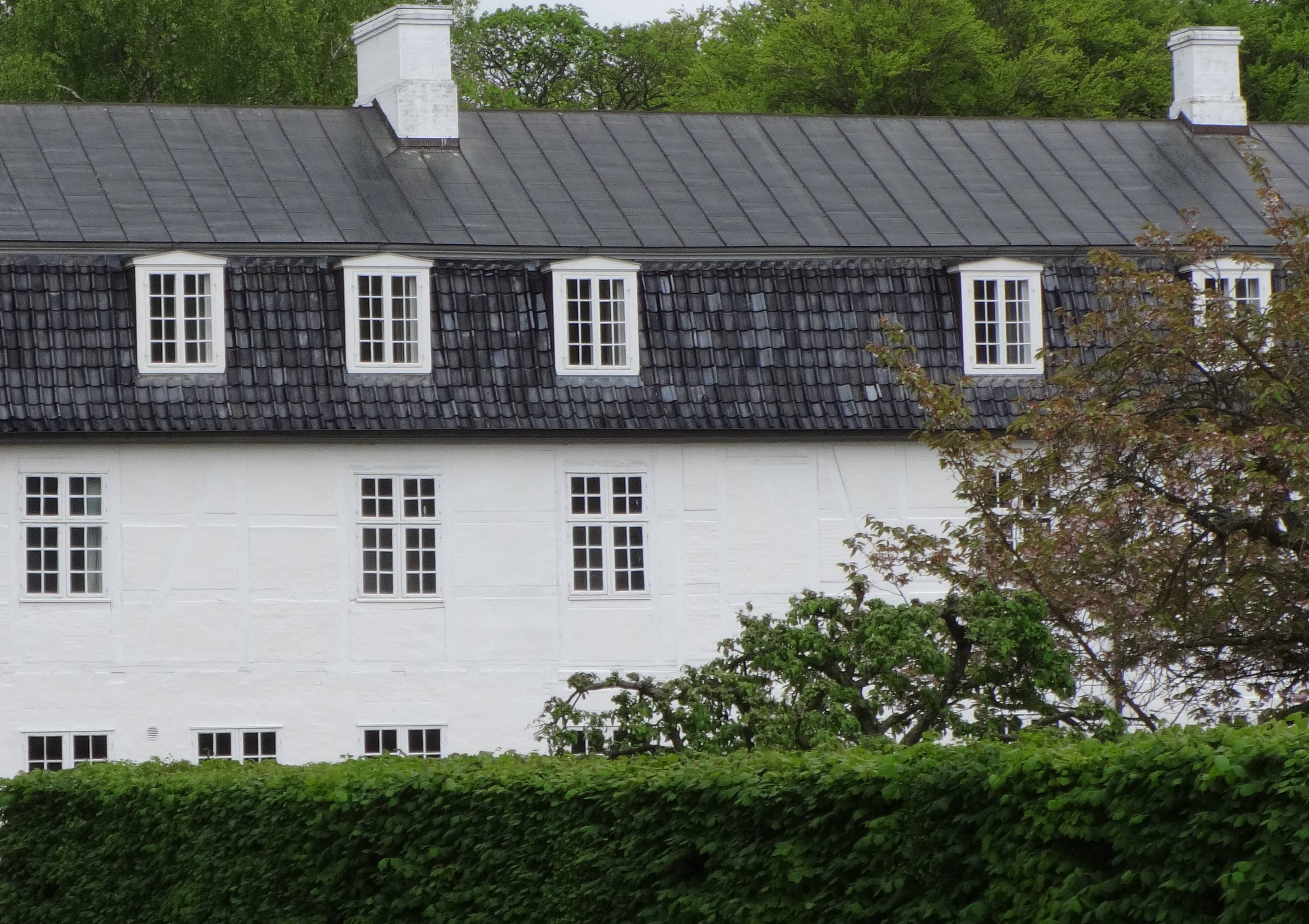
Schloss Sorgenfri, Wohnflügel der Gräfin Anne Dorte von Rosenborg

Anne Dorte wurde 1947 als Tochter von Villy Maltoft-Nielsen und Bodil Maltoft-Nielsen (geb. Maltoft) geboren. Ihr Vater arbeitete in einer Filiale der dänischen Warenhauskette Anva als Leiter der Radio- und Fernsehabteilung. Sie wuchs gemeinsam mit einer Schwester, Pernille Maltoft-Nielsen, auf. Bis zu ihrer Hochzeit war Anne-Dorte als Parfümerieverkäuferin bei Fonnesbech tätig. Nebenbei arbeitete sie als Mannequin und als Fotomodell, unter anderem für Helena Rubinstein.
Am 27. Februar 1971 heiratete sie in Lyngby bei Kopenhagen den dänischen Prinzen Christian, Enkel des dänischen Königs Christian X. aus dem Haus Oldenburg und Cousin der dänischen Königin Margrethe II. Durch die Hochzeit verlor Christian als bisher letzter Angehöriger der dänischen Königsfamilie wegen unstandesgemäßer Heirat seinen Titel Prinz zu Dänemark und erhielt dafür den Titel eines Grafen von Rosenborg. Da er außerdem seinen Platz in der Liste der dänischen Thronfolger verlor, löste die Hochzeit ein großes Medienecho aus.
Anne Dorte wurde durch ihre Heirat zu einer Gräfin von Rosenborg erhoben (dänisch grevinde af Rosenborg) und erhielt den Ehrentitel einer Exzellenz (dänisch Hendes Excellence (H.E.) für Ihre Exzellenz). Von ihren Schwiegereltern Erbprinz Knut und Erbprinzessin Caroline Mathilde von Dänemark wurde die bürgerliche Anne Dorte freundlich und entgegenkommend aufgenommen.
Anne Dorte und Christian von Rosenborg lebten lange in Holte, bevor sie 1991 das sogenannte Damebygningen bezogen, ein Gebäude der Schlossanlage Sorgenfri in Lyngby bei Kopenhagen. Anne Dortes Schwiegereltern lebten bis zu ihrem Tod 1976 beziehungsweise 1995 im Hauptgebäude. Am Ende ihres Lebens war Anne Dorte von Rosenborg die letzte verbliebene Bewohnerin auf Schloss Sorgenfri, das offiziell auch Königin Margrethe zur Verfügung steht, bisher aber nicht von ihr genutzt wurde.
Anne Dorte von Rosenborg überlebte ihren Mann nur um sieben Monate. An der Trauerfeier in der Kirche von Lyngby am 9. Januar 2014 nahmen auch Königin Margrethe II. und Prinz Henrik teil.

## Rolle in der Öffentlichkeit
Anne Dorte von Rosenborg nahm regelmäßig an Veranstaltungen des Königshauses teil. Dazu gehörten offizielle Bankette ebenso wie Jubiläumsfeiern oder die Hochzeit des dänischen Thronfolgers Frederik mit Mary Donaldson.
Der breiten Öffentlichkeit war Anne Dorte von Rosenborg unter anderem aus der dänischen Regenbogenpresse bekannt. Die Berichterstattung dokumentierte ihre öffentlichen Auftritte. Darüber hinaus sprach Anne Dorte in Interviews über ihr Leben in der königlichen Familie und auf Schloss Sorgenfri. Dabei erwies sie sich immer wieder als schlagfertig. Als sie einmal von einer Journalistin gefragt wurde, ob man ihren familiären Hintergrund überhaupt mit dem ihres Mannes vergleichen könne, antwortete sie: „Ja! Unsere Familien hatten haargenau den gleichen Weihnachtsschmuck! Wir haben ihn von beiden Seiten geerbt, und nun wissen wir nicht mehr, was wo gehangen hat.“
In einer Dokumentation des Senders TV3 zum Thema „ungleiche Paare“ wurden Anne Dorte und ihr Mann porträtiert und unter anderem zum Verlust seines Prinzentitels befragt, den sie gelassen sahen. In der gleichen Sendung tritt auch ihre Tochter Camilla von Rosenborg auf, da auch sie mit ihrem zwanzig Jahre älteren bürgerlichen Ehemann Mikael Rosanes ein ungleiches Paar bildet.

## Kinder
Anne Dorte von Rosenborg hatte aus ihrer Ehe drei Töchter:
- Josephine Caroline Elisabeth von Rosenborg (* 29. Oktober 1972)
- Camilla Alexandrine Kristine von Rosenborg (* 29. Oktober 1972)
- Feodora Mathilde Helena von Rosenborg (* 27. Februar 1975)

Alle drei Töchter haben sich bürgerlich verheiratet und führen ein bürgerliches Leben in oder bei Kopenhagen.